# Rose Macaulay
Rose Macaulay (DBE) (Rugby, 1 de Agosto de 1881 — Londres, 30 de Outubro de 1958) foi uma escritora britânica.
Pertenceu ao chamado Grupo de Bloomsbury. A Igreja, as viagens e as relações humanas são os temas mais frequentes dos seus romances, nos quais critica as convenções sociais da época vitoriana.

## Biografia
Rose nasceu em Rugby, no condado de Warwickshire, em 1881. Era filha do professor George Campbell Macaulay e sua esposa Grace Mary. Rose estudou na escola para moças de ensino médio de Oxford e depois estudou história moderna no Somerville College, também em Oxford, um colegiado pertencente à Universidade Oxford.

## Carreira
Rose começou seu primeiro romance, Abbots Verney (publicado em 1906), assim que se formou no Somerville College, ainda morando com seus pais, em Gales. Durante a Primeira Guerra Mundial, Rose trabalhou para o departamento de propaganda do governo, depois foi enfermeira e trabalhou para o departamento da guerra. Por volta dessa época, começou a namorar Gerald O'Donovan, escritor e ex-padre jesuíta, que conheceu em 1918, com quem ficou até a morte dele em 1942. Gerald já era casado e manteve seu relacionamento com Rose em segredo até morrer.
No período entre guerras, ela foi pacifista e fez campanha para associações em busca da paz. Abandonando o ativismo algum tempo depois, sua casa foi bombardeada durante a Blitz, sendo obrigada a reconstruir a vida e sua biblioteca pessoal depois disso, algo que Rose conta em uma pequena novela semi-autobiográfica chamada Miss Anstruther's Letters, lançada em 1942.
Seu último livro foi The Towers of Trebizond, considerado como sua obra-prima. Fortemente autobiográfico, ele trata com humor e tristeza a mística cristã, bem como os conflitos entre os amores adúlteros, como que teve com George, e as exigências da fé.

## Obras publicadas
Ficção:
- Abbots Verney (1906)
- The Furnace (1907)
- The Secret River (1909)
- The Valley Captives (1911)

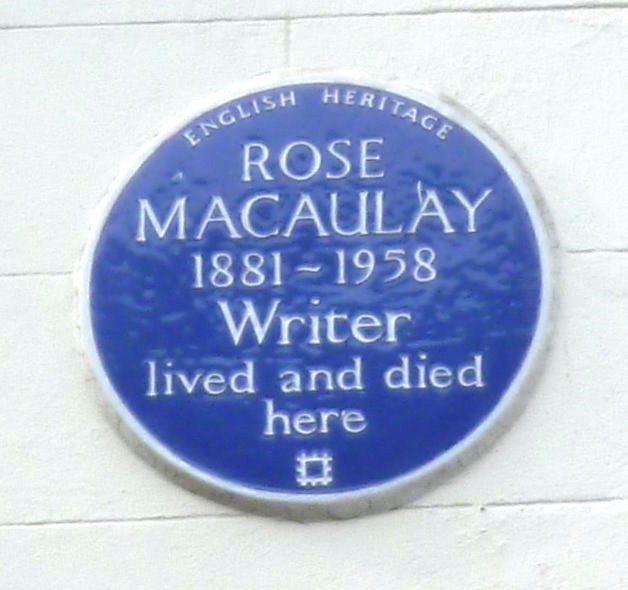
Placa na Hinde House no números 11–14 da Hinde Street, onde Rose morou de 1941 até sua morte.

- Views and Vagabonds (1912) John Murray
- The Lee Shore (1913) Hodder & Stoughton
- The Two Blind Countries (1914) Poetry. Sidgwick & Jackson
- The Making of a Bigot (c 1914) Hodder & Stoughton
- Non-Combatants and Others (1916) Hodder & Stoughton
- What Not: A Prophetic Comedy (1918)
- Three Days (1919) Poetry. Constable
- Potterism (1920) edição americana de Boni and Liveright
- Dangerous Ages (1921) edição americana de Boni and Liveright
- Mystery At Geneva: An Improbable Tale of Singular Happenings (1922) William Collins Sons & Co. Ltd; edição americana de Boni and Liveright
- Told by an Idiot (1923)
- Orphan Island (1924) William Collins Sons & Co. Ltd; edição americana de Boni and Liveright
- Crewe Train (1926)
- Keeping Up Appearances (1928) William Collins Sons & Co. Ltd
- Misfortunes, poemas de Rose Macaulay com ilustrações de Stanley Morison 1930
- Staying with Relations (1930)
- They Were Defeated (1932)
- Going Abroad (1934)
- I Would Be Private (1937)
- And No Man's Wit (1940)
- The World My Wilderness (1950) William Collins Sons & Co. Ltd
- The Towers of Trebizond (1956) William Collins Sons & Co. Ltd